# Tyler Dibling
Tyler Dibling, né le 17 février 2006 à Exeter en Angleterre, est un footballeur anglais qui évolue au poste d'ailier droit au Southampton FC.

## Biographie

### En club
Né à Exeter en Angleterre, Tyler Dibling est formé par le Southampton FC, qu'il rejoint à l'âge de cinq ans. Le 21 octobre 2021 il signe son premier contrat professionnel avec le club.
Dibling fait sa première apparition en professionnel avec Southampton le 8 août 2023, à l'occasion d'une rencontre de coupe de la Ligue anglaise face au Gillingham FC. Il entre en jeu lors de cette rencontre perdue par son équipe par deux buts à un,.
Le 18 décembre 2023, Dibling prolonge son contrat avec les Saints, étant alors lié au club jusqu'en juin 2026.
Il joue son premier match de Premier League le 17 août 2024, lors de la première journée de la saison 2024-2025 face à Newcastle United. Il entre en jeu à la place de Joe Aribo et son équipe est battue par un but à zéro,. Le 21 septembre 2024, Dibling inscrit son premier but en professionnel, à l'occasion d'une rencontre de Premier League face à Ipswich Town. Titularisé, il ouvre le score au bout de cinq minutes de jeu mais son équipe se fait finalement rejoindre au score (1-1 score final),.

### En sélection
Tyler Dibling est retenu avec l'équipe d'Angleterre des moins de 17 ans pour participer à la coupe du monde des moins de 17 ans en 2023.
Il joue son premier match avec l'équipe d'Angleterre des moins de 19 ans le 7 septembre 2024 contre l'Italie. Il entre en jeu lors de cette rencontre où les deux formations se neutralisent (2-2 score final).

## Statistiques
| Saison                | Club                  | Championnat           | Championnat | Championnat | Championnat | Coupe nationale | Coupe nationale | Coupe nationale | Coupe de la Ligue | Coupe de la Ligue | Coupe de la Ligue | Supercoupe | Supercoupe | Supercoupe | Compétition(s) continentale(s) | Compétition(s) continentale(s) | Compétition(s) continentale(s) | Compétition(s) continentale(s) | Total | Total | Total |
| Saison                | Club                  | Division              | M.          | B.          | P.d.        | M.              | B.              | P.d.            | M.                | B.                | P.d.              | M.         | B.         | P.d.       | Comp.                          | M.                             | B.                             | P.d.                           | M.    | B.    | P.d.  |
| 2023-2024             | Southampton FC        | Championship          | 1           | 0           | 0           | 3               | 0               | 0               | 1                 | 0                 | 0                 | -          | -          | -          | -                              | -                              | -                              | -                              | 5     | 0     | 0     |
| 2024-2025             | Southampton FC        | Premier League        | 31          | 2           | 1           | 2               | 2               | 0               | 3                 | 0                 | 2                 | -          | -          | -          | -                              | -                              | -                              | -                              | 36    | 4     | 3     |
| Total sur la carrière | Total sur la carrière | Total sur la carrière | 32          | 2           | 1           | 5               | 2               | 0               | 4                 | 0                 | 2                 | -          | -          | -          | -                              | -                              | -                              | -                              | 41    | 4     | 3     |